# قتاد معقوف
القَتَاد المعقوف (باللاتينية: Astragalus aduncus) نوع نباتي عشبي من جنس القتاد.

## البيئة والانتشار
موطنه بلاد الشام وتركيا والقوقاز.

## مرادفات للاسم العلمي
- (باللاتينية: Astragalus expansus Boiss.)
- (باللاتينية: Astragalus kotschyanus Boiss. (provisional))
- (باللاتينية: Astragalus medicagineus Boiss.)